# Clara Alonso

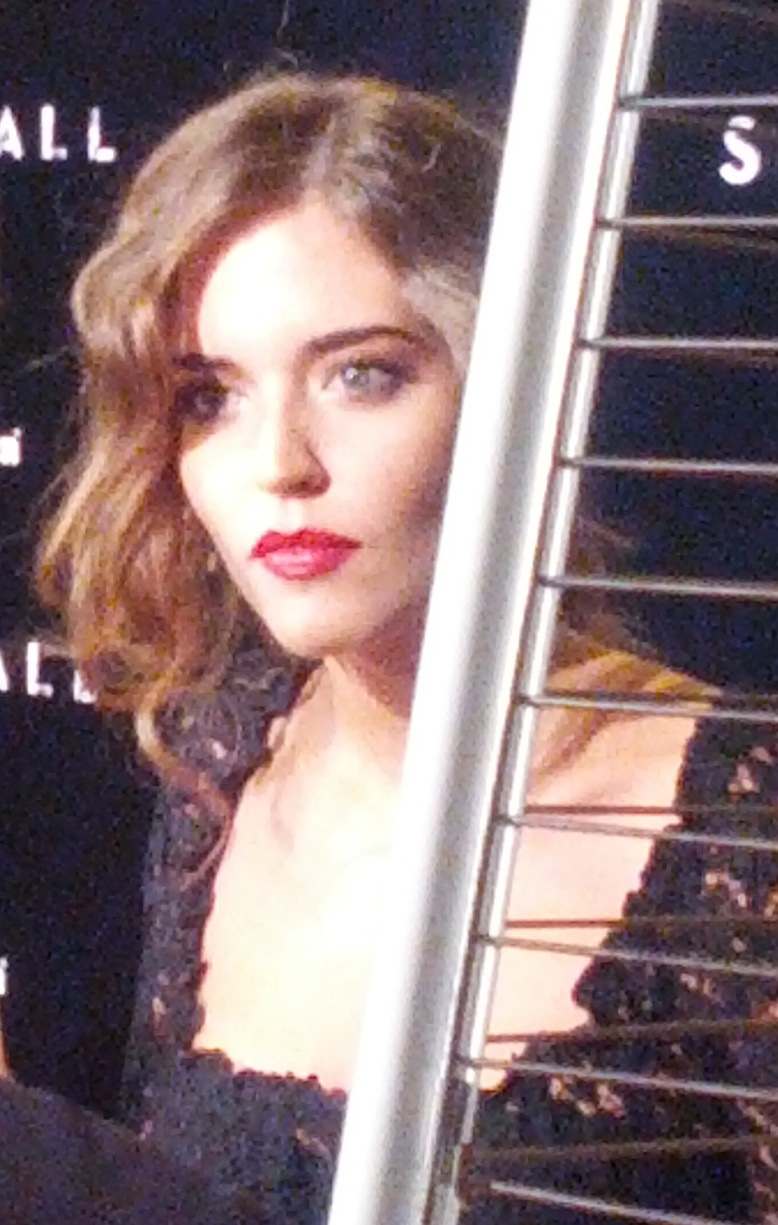
Clara Alonso (2012)

Clara Alonso (geboren am 21. September 1987 in Madrid) ist ein spanisches Model.

## Karriere
Bis zum Abschluss ihres Studiums war Alonso in Spanien als Model tätig. 2008 gelang ihr der internationale Durchbruch auf der Victoria’s Secret Fashion Show, wo sie als erst dritte Spanierin nach Esther Cañadas (1997) und Eugenia Silva (1998 und 1999) auflief.
Im Juni 2008 wurde Alonso von Diane von Furstenberg für ihre „Cruise 2008-09“ Kollektion engagiert sowie für die New York Fashion Week 2009. Es folgten Aufträge für Unternehmen und Marken wie Armani Exchange, Bottega Venetta, Guess, H&M und andere.
Für den Wäschehersteller Triumph International war Alonso 2014 das Gesicht der neuen Produktserie Triumph Essence sowie im Jahr 2015 für eine Kampagne von Revlon.
2013 absolvierte sie ein Shooting für das Männermagazin GQ Russia. Mehrfach zierte Alonso das Cover des Magazins Elle sowie 2017 das Cover des Harper’s Bazaar Argentina.

## Privatleben
2017 heiratete Alonso den amerikanischen Finanzdienstleister Robert Serafin. Das Paar hat zwei Söhne (geb. Dezember 2020 und November 2022).